# Liste der Nummer-eins-Hits in der Slowakei (2012)
Dies ist eine Liste der Nummer-eins-Hits in der Slowakei im Jahr 2012. Sie basiert auf den Auswertungen von IFPI ČR, der nationalen Vertretung der tschechischen Musikindustrie. Grundlage sind die Rádio Top 100 für Singles.

## Singles
| ← 2011 ← | Liste der Nummer-eins-Hits in der Slowakei (Rádio Top 100) | Liste der Nummer-eins-Hits in der Slowakei (Rádio Top 100) | Liste der Nummer-eins-Hits in der Slowakei (Rádio Top 100)                                                                         | 2013 → |
| \| Zeitraum \| Wo. ges. \| Interpret \| Titel Autor(en) \| Zusätzliche Informationen \| \| (Zeitraum, Wochen auf Platz eins, Interpret, Titel, Autor[en], zusätzliche Informationen) \| \| \| \| \| \| ----------------------------------------------------------------------------------------- \| -------- \| --------------------------------- \| ---------------------------------------------------------------------------------------------------------------------------------- \| ----------------------------------------------------------------------------------------------------------------------------------------------------------------------------------- \| \| 1.–2. Woche 2 Wochen \| 2 \| Rihanna feat. Calvin Harris \| We Found Love Calvin Harris \| – \| \| 3. Woche 1 Woche \| 1 \| Maroon 5 feat. Christina Aguilera \| Moves Like Jagger Adam Levine, Karl Johan Schuster, Benjamin Levin, Ammar Malik \| Nach zwei Top-Ten-Hits in großen Abständen landet die dritte Single der US-Band auf Platz 1, Unterstützung hatten sie dabei von Christina Aguilera. \| \| 4.–6. Woche 3 Wochen (insgesamt 4) \| 4 \| Pitbull feat. Chris Brown \| International Love Armando C. Perez, Carsten Shack, Peter Biker, Sean Hurley, Claude Kelly \| – \| \| 7.–8. Woche 2 Wochen (insgesamt 3) \| 3 \| Don Omar feat. Lucenzo \| Danza Kuduro Ali Fitzgerald Moore, Alexander Scander, Cyril Covic, Philippe Louis De Oliveira, Faouze Barkati, Fabrice Cyril Toigo \| Internationaler Sommerhit, ursprünglich ein Hit des Franzosen Lucenzo, weltweit erfolgreich in der spanischen Version mit Don Omar, tschechisches Chartdebüt für beide Interpreten. \| \| 9.–12. Woche 4 Wochen (insgesamt 5) \| 5 \| Avicii \| Levels Tim Bergling, Ash Pournouri; Leroy Kirkland, Etta James, Pearl Woods \| – \| \| 13. Woche 1 Woche (insgesamt 4) \| 4 \| Pitbull feat. Chris Brown \| International Love Armando C. Perez, Carsten Shack, Peter Biker, Sean Hurley, Claude Kelly \| – \| \| 14. Woche 1 Woche \| 1 \| Zuzana Smatanová \| Dvere \| – \| \| 15. Woche 1 Woche \| 1 \| Foster the People \| Pumped Up Kicks Mark Foster \| – \| \| 16. Woche 1 Woche (insgesamt 5) \| 5 \| Peter Bič Project \| Hey Now \| – \| \| 17. Woche 1 Woche (insgesamt 5) \| 5 \| Avicii \| Levels Tim Bergling, Ash Pournouri; Leroy Kirkland, Etta James, Pearl Woods \| – \| \| 18. Woche 1 Woche (insgesamt 5) \| 5 \| Peter Bič Project \| Hey Now \| – \| \| 19. Woche 1 Woche (insgesamt 5) \| 5 \| Gotye feat. Kimbra \| Somebody That I Used to Know Wally De Backer \| – \| \| 20. Woche 1 Woche (insgesamt 5) \| 5 \| Peter Bič Project \| Hey Now \| – \| \| 21. Woche 1 Woche \| 1 \| Flo Rida \| Whistle Flo Rida, David Glass, Marcus Killian, DJ Frank E, Breyan Isaac, Antonio Mobley \| Der dritte Top-10-Hit des US-Rappers schaffte es bis auf Platz 1. \| \| 22.–23. Woche 2 Wochen (insgesamt 5) \| 5 \| Peter Bič Project \| Hey Now \| – \| \| 24. Woche 1 Woche \| 1 \| Kelly Clarkson \| Stronger (What Doesn’t Kill You) Jörgen Elofsson, Ali Tamposi, David Gamson, Greg Kurstin \| – \| \| 25.–28. Woche 4 Wochen (insgesamt 5) \| 5 \| Gotye feat. Kimbra \| Somebody That I Used to Know Wally De Backer \| – \| \| 29.–38. Woche 10 Wochen \| 10 \| Carly Rae Jepsen \| Call Me Maybe Carly Rae Jepsen, Josh Ramsay, Tavish Crowe \| – \| \| 39.–41. Woche 3 Wochen (insgesamt 4) \| 4 \| Ego feat. Robert Burian \| Žijeme len raz \| – \| \| 42. Woche 1 Woche \| 1 \| DJ Antoine \| Ma chérie Maurizio Pozzi, Fabio Antoniali, Antoine Konrad, Boris Krstajić, Danica Krstajić \| Nachdem Welcome to St. Tropez knapp Platz 1 verpasst hatte, holte sich der Schweizer DJ mit seinem zweiten Hit die Spitzenposition. \| \| 43.–46. Woche 4 Wochen \| 4 \| Loreen \| Euphoria Thomas Gustafsson, Peter Boström \| – \| \| 47. Woche 1 Woche \| 1 \| Will.i.am & Eva Simons \| This Is Love Eva Simons, will.i.am, Steve Angello, Sebastian Ingrosso, Max Martin, Mike Hamilton \| – \| \| 48. Woche 1 Woche (insgesamt 4) \| 4 \| Ego feat. Robert Burian \| Žijeme len raz \| – \| \| 49. Woche 1 Woche \| 1 \| Pink \| Try Michael Busbee, Ben West \| – \| \| 50. Woche 1 Woche (insgesamt 3) \| 3 \| Rihanna \| Diamonds Tor Erik Hermansen, Mikkel S. Eriksen, Sia Furler, Benjamin Levin \| – \| \| 51. Woche 2012 – 1. Woche 2013 3 Wochen \| 3 \| Alicia Keys feat. Nicki Minaj \| Girl on Fire Alicia Keys, Jeff Bhasker, Salaam Remi, Billy Squier \| – \| |                                                            |                                                            | | |
| ← 2011 |                                                            |                                                            | | → 2013 → |
| Zeitraum | Wo. ges.                                                   | Interpret                                                  | Titel Autor(en) | Zusätzliche Informationen |
| (Zeitraum, Wochen auf Platz eins, Interpret, Titel, Autor[en], zusätzliche Informationen) |                                                            |                                                            | | |
| 1.–2. Woche 2 Wochen | 2                                                          | Rihanna feat. Calvin Harris                                | We Found Love Calvin Harris | – |
| 3. Woche 1 Woche | 1                                                          | Maroon 5 feat. Christina Aguilera                          | Moves Like Jagger Adam Levine, Karl Johan Schuster, Benjamin Levin, Ammar Malik                                                    | Nach zwei Top-Ten-Hits in großen Abständen landet die dritte Single der US-Band auf Platz 1, Unterstützung hatten sie dabei von Christina Aguilera.                                 |
| 4.–6. Woche 3 Wochen (insgesamt 4) | 4                                                          | Pitbull feat. Chris Brown                                  | International Love Armando C. Perez, Carsten Shack, Peter Biker, Sean Hurley, Claude Kelly                                         | – |
| 7.–8. Woche 2 Wochen (insgesamt 3) | 3                                                          | Don Omar feat. Lucenzo                                     | Danza Kuduro Ali Fitzgerald Moore, Alexander Scander, Cyril Covic, Philippe Louis De Oliveira, Faouze Barkati, Fabrice Cyril Toigo | Internationaler Sommerhit, ursprünglich ein Hit des Franzosen Lucenzo, weltweit erfolgreich in der spanischen Version mit Don Omar, tschechisches Chartdebüt für beide Interpreten. |
| 9.–12. Woche 4 Wochen (insgesamt 5) | 5                                                          | Avicii                                                     | Levels Tim Bergling, Ash Pournouri; Leroy Kirkland, Etta James, Pearl Woods                                                        | – |
| 13. Woche 1 Woche (insgesamt 4) | 4                                                          | Pitbull feat. Chris Brown                                  | International Love Armando C. Perez, Carsten Shack, Peter Biker, Sean Hurley, Claude Kelly                                         | – |
| 14. Woche 1 Woche | 1                                                          | Zuzana Smatanová                                           | Dvere | – |
| 15. Woche 1 Woche | 1                                                          | Foster the People                                          | Pumped Up Kicks Mark Foster | – |
| 16. Woche 1 Woche (insgesamt 5) | 5                                                          | Peter Bič Project                                          | Hey Now | – |
| 17. Woche 1 Woche (insgesamt 5) | 5                                                          | Avicii                                                     | Levels Tim Bergling, Ash Pournouri; Leroy Kirkland, Etta James, Pearl Woods                                                        | – |
| 18. Woche 1 Woche (insgesamt 5) | 5                                                          | Peter Bič Project                                          | Hey Now | – |
| 19. Woche 1 Woche (insgesamt 5) | 5                                                          | Gotye feat. Kimbra                                         | Somebody That I Used to Know Wally De Backer                                                                                       | – |
| 20. Woche 1 Woche (insgesamt 5) | 5                                                          | Peter Bič Project                                          | Hey Now | – |
| 21. Woche 1 Woche | 1                                                          | Flo Rida                                                   | Whistle Flo Rida, David Glass, Marcus Killian, DJ Frank E, Breyan Isaac, Antonio Mobley                                            | Der dritte Top-10-Hit des US-Rappers schaffte es bis auf Platz 1. |
| 22.–23. Woche 2 Wochen (insgesamt 5) | 5                                                          | Peter Bič Project                                          | Hey Now | – |
| 24. Woche 1 Woche | 1                                                          | Kelly Clarkson                                             | Stronger (What Doesn’t Kill You) Jörgen Elofsson, Ali Tamposi, David Gamson, Greg Kurstin                                          | – |
| 25.–28. Woche 4 Wochen (insgesamt 5) | 5                                                          | Gotye feat. Kimbra                                         | Somebody That I Used to Know Wally De Backer                                                                                       | – |
| 29.–38. Woche 10 Wochen | 10                                                         | Carly Rae Jepsen                                           | Call Me Maybe Carly Rae Jepsen, Josh Ramsay, Tavish Crowe                                                                          | – |
| 39.–41. Woche 3 Wochen (insgesamt 4) | 4                                                          | Ego feat. Robert Burian                                    | Žijeme len raz | – |
| 42. Woche 1 Woche | 1                                                          | DJ Antoine                                                 | Ma chérie Maurizio Pozzi, Fabio Antoniali, Antoine Konrad, Boris Krstajić, Danica Krstajić                                         | Nachdem Welcome to St. Tropez knapp Platz 1 verpasst hatte, holte sich der Schweizer DJ mit seinem zweiten Hit die Spitzenposition.                                                 |
| 43.–46. Woche 4 Wochen | 4                                                          | Loreen                                                     | Euphoria Thomas Gustafsson, Peter Boström                                                                                          | – |
| 47. Woche 1 Woche | 1                                                          | Will.i.am & Eva Simons                                     | This Is Love Eva Simons, will.i.am, Steve Angello, Sebastian Ingrosso, Max Martin, Mike Hamilton                                   | – |
| 48. Woche 1 Woche (insgesamt 4) | 4                                                          | Ego feat. Robert Burian                                    | Žijeme len raz | – |
| 49. Woche 1 Woche | 1                                                          | Pink                                                       | Try Michael Busbee, Ben West | – |
| 50. Woche 1 Woche (insgesamt 3) | 3                                                          | Rihanna                                                    | Diamonds Tor Erik Hermansen, Mikkel S. Eriksen, Sia Furler, Benjamin Levin                                                         | – |
| 51. Woche 2012 – 1. Woche 2013 3 Wochen | 3                                                          | Alicia Keys feat. Nicki Minaj                              | Girl on Fire Alicia Keys, Jeff Bhasker, Salaam Remi, Billy Squier                                                                  | – |